# Northrop YF-17
De Northrop YF-17 was een prototype van een lichtgewicht gevechtsvliegtuig, ontworpen voor het Lightweight Fighter (LWF)-programma van de USAF. Voor dit programma werden in 1972 twee ontwerpen geselecteerd: dat van General Dynamics (de YF-16) en dat van Northrop (de YF-17). Northrop bouwde twee prototypes van de YF-17. Beide types werden door de USAF getest en begin 1975 kondigde deze aan, dat de YF-16 de winnaar was en als F-16 zou geproduceerd worden voor de USAF.
De tweemotorige YF-17 was ontworpen als gevechtsvliegtuig voor luchtgevechten, en was bewapend met een 20mm-kanon en twee AIM-9 Sidewinder lucht-luchtraketten aan de vleugeluiteinden. Het ontwerp was gebaseerd op de P-530 Cobra van Northrop en de YF-17 kreeg ook de bijnaam "Cobra".
Hoewel de YF-17 verloor van de F-16 in de LWF-competitie, werd het toestel door de US Navy geselecteerd voor haar VFAX-programma (Naval Fighter Attack Experimental). Dat zou uiteindelijk leiden tot de F/A-18 Hornet, waarvoor Northrop en McDonnell Douglas samenwerkten.
In de jaren 70 zocht de Nederlandse regering naar een opvolger voor de Lockheed F-104 Starfighter, naast de YF-17 waren er nog vier andere kandidaten, de General Dynamics YF-16, de Mirage F1, de Saab Viggen en de Sepecat Jaguar. Na de keuze van de Amerikanen voor de YF-16 koos de Nederlandse regering samen met andere EU partners ook voor de YF-16. De Y staat voor een experimenteel toestel, vandaar dat het YF-16 later door het leven ging als F16. 